# عملیات کراسبو
عملیات کراسبو (انگلیسی: Operation Crossbow) فیلمی در ژانر اکشن و جاسوسی به کارگردانی مایکل اندرسون است که در سال ۱۹۶۵ منتشر شد.

## خلاصه داستان
فیلم روش‌هایی را که برای شکست دادن راکتهای وی۱ و وی۲ هیتلر در روزهای منتهی با پایان جنگ جهانی دوم مورد استفاده قرار گرفت را به تصویر می‌کشد. با وجود اینکه نازی‌ها در حال شکست خوردن بودند این سلاح‌ها می‌توانستند آنها را به پیروزی برسانند…

## بازیگران
- جورج پپارد
- سوفیا لورن
- تروور هاوارد
- جان میلز
- تام کورتنی
- ریچارد جانسون
- آنتونی کوایلی
- لیلی پالمر
- ریچارد تاد
- هلموت دانتینه
- رابرت براون
- جان فریزر
- موریس دنهام
- فردی مین
- کارل اشتپانک
- مایلو اسپربر
- جان آبینری
- فیلیپ ماداک
- کارل یافه
- باربارا روتینگ